# یواس‌اس سانتاکویین (وای‌تی‌بی-۸۲۴)
یواس‌اس سانتاکویین (وای‌تی‌بی-۸۲۴) (به انگلیسی: USS Santaquin (YTB-824)) یک کشتی است که طول آن ۱۰۸ فوت (۳۳ متر) می‌باشد. این کشتی در سال ۱۹۷۳ ساخته شد.